# Alex Oliveira (lutador)
Alex "Cowboy" de Oliveira (Três Rios, 21 de fevereiro de 1988) é um lutador brasileiro de artes marciais mistas que atualmente compete no peso meio-médio do Ultimate Fighting Championship.

## Carreira no MMA
Oliveira era peão de rodeio e pedreiro antes de começar a treinar artes marciais. Ele costumava visitar clubes noturnos até que aos seus 22 anos, alguém o chamou para começar a treinar artes marciais mistas na academia ATS Team de Três Rios, sua cidade natal, com o professor André Tadeu Silva, o qual ainda o treina.
Oliveira fez sua estreia profissional no MMA em 10 de Dezembro de 2012 contra Rodrigo Pitbull no Ervalia Fight, ele venceu a luta por nocaute. Alex ainda construiu um recorde com 10 vitórias, 1 derrota, 1 empate e 1 luta sem resultado, sendo sua única derrota para o veterano Wendell Oliveira.

### Ultimate Fighting Championship
Oliveira foi contratado pelo UFC de última hora para substituir Josh Thomson e enfrentar Gilbert Burns em 21 de Março de 2015 no UFC Fight Night: Maia vs. LaFlare, no Peso Leve. Alex surpreendeu a todos e lutou de igual com Burns, aplicando knockdows no adversário durante a luta, mas Burns conseguiu dar a volta por cima e derrotar Oliveira por finalização no último minuto de luta.
Oliveira foi colocado em cima da hora para substituir Yan Cabral e enfrentar o veterano do Strikeforce e EliteXC, K.J. Noons em 30 de Maio de 2015 no UFC Fight Night: Condit vs. Alves. Ele venceu a luta por finalização ainda no primeiro round em uma performance impressionante.
Devido a um problema com vistos, o UFC teve muitas lutas canceladas em cima da hora, e Alex que estava na American Top Team para um camping foi chamado de última hora novamente. Dessa vez para enfrentar Joe Merritt em 27 de Junho de 2015 no UFC Fight Night: Machida vs. Romero e Alex venceu a luta por decisão unânime, em mais uma ótima performance.
Oliveira enfrentou Piotr Hallmann em 7 de Novembro de 2015 no UFC Fight Night: Belfort vs. Henderson III e venceu a luta por nocaute.
Cowboy enfrentou na luta principal o americano Donald Cerrone em 21 de Fevereiro de 2016 no UFC Fight Night: Cerrone vs. Oliveira e aceitou realizar o combate com menos de 20 dias. Em sua estréia no peso Meio Médio, o brasileiro perdeu por finalização no primeiro round. 
Oliveira enfrentou o americano James Moontasri em 23 de Julho de 2016 no UFC on Fox: Holm vs. Shevchenko. Ele venceu o combate por decisão unânime.
Em 1 de outubro Alex "Cowboy" fez uma das lutas principais no UFC fight night 96: Liniker vs. Dodson. Em Portland contra Will Brooks e ganhou no ultimo minuto da luta por nocaute técnico.

## Cartel no MMA
| Cartel no MMA   |             |             |
| 36 lutas        | 22 vitórias | 11 derrotas |
| Por nocaute     | 12          | 2           |
| Por finalização | 5           | 6           |
| Por decisão     | 5           | 3           |
| Empates         | 1           | 1           |
| No contest      | 2           | 2           |

| Res.    | Cartel      | Oponente            | Método                               | Evento                                     | Data       | Round | Tempo | Local                    | Notas                              |
| ------- | ----------- | ------------------- | ------------------------------------ | ------------------------------------------ | ---------- | ----- | ----- | ------------------------ | ---------------------------------- |
| Derrota | 22-12-1 (1) | Kevin Holland       | Nocaute técnico (cotoveladas)        | UFC 272: Covington vs. Masvidal            | 05/03/2022 | 2     | 0:38  | Las Vegas, Nevada        |                                    |
| Derrota | 22-11-1 (2) | Niko Price          | Decisão (unânime)                    | UFC Fight Night: Santos vs. Walker         | 02/09/2021 | 3     | 5:00  | Las Vegas, Nevada        |                                    |
| Derrota | 22-10-1 (2) | Randy Brown         | Finalização (mata leão)              | UFC 261: Usman vs. Masvidal 2              | 24/04/2021 | 1     | 2:50  | Jacksonville, Florida    |                                    |
| Derrota | 22-9-1 (2)  | Shavkat Rakhmonov   | Finalização (guilhotina)             | UFC 254: Khabib vs. Gaethje                | 24/10/2020 | 1     | 4:40  | Abu Dhabi                |                                    |
| Vitória | 22-8-1 (2)  | Peter Sobotta       | Decisão (unânime)                    | UFC on ESPN: Whittaker vs. Till            | 25/07/2020 | 3     | 5:00  | Abu Dhabi                |                                    |
| Vitória | 21-8-1 (2)  | Max Griffin         | Decisão (dividida)                   | UFC 248: Adesanya vs. Romero               | 07/03/2020 | 3     | 5:00  | Las Vegas, Nevada        |                                    |
| Derrota | 20-8-1 (2)  | Nicolas Dalby       | Decisão (unânime)                    | UFC Fight Night: Hermansson vs. Cannonier  | 28/09/2019 | 3     | 5:00  | Copenhague               |                                    |
| Derrota | 20-7-1 (2)  | Mike Perry          | Decisão (unânime)                    | UFC Fight Night: Jacaré vs. Hermansson     | 27/04/2019 | 3     | 5:00  | Fort Lauderdale, Flórida | Luta da noite.                     |
| Derrota | 20-6-1 (2)  | Gunnar Nelson       | Finalização (mata leão)              | UFC 231: Holloway vs. Ortega               | 08/12/2018 | 2     | 4:17  | Toronto, Ontário         |                                    |
| Vitória | 20-5-1 (2)  | Carlo Pedersoli Jr. | Nocaute (socos)                      | UFC Fight Night: Santos vs. Anders         | 22/09/2018 | 1     | 0:39  | São Paulo                | Performance da Noite.              |
| Vitória | 19-5-1 (2)  | Carlos Condit       | Finalização (guilhotina)             | UFC on Fox: Poirier vs. Gaethje            | 14/04/2018 | 2     | 3:17  | Glendale, Arizona        | Performance da Noite.              |
| Derrota | 18-5-1 (2)  | Yancy Medeiros      | Nocaute Técnico (socos)              | UFC 218: Holloway vs. Aldo II              | 02/12/2017 | 3     | 2:02  | Detroit, Michigan        | Luta da Noite.                     |
| Vitória | 18-4-1 (2)  | Ryan LaFlare        | Nocaute (soco)                       | UFC on Fox: Weidman vs. Gastelum           | 22/07/2017 | 2     | 1:50  | Long Island, New York    | Performance da Noite.              |
| Vitória | 17-4-1 (2)  | Tim Means           | Finalização (mata leão)              | UFC Fight Night: Belfort vs. Gastelum      | 11/03/2017 | 2     | 2:38  | Fortaleza                |                                    |
| NC      | 16-4-1 (2)  | Tim Means           | Sem Resultado (joelhadas ilegais)    | UFC 207: Nunes vs. Rousey                  | 30/12/2016 | 1     | 3:33  | Las Vegas, Nevada        |                                    |
| Vitória | 16-4-1 (1)  | Will Brooks         | Nocaute Técnico (socos)              | UFC Fight Night: Lineker vs. Dodson        | 01/10/2016 | 3     | 3:30  | Portland, Oregon         | Peso casado (161.5 lbs).           |
| Vitória | 15-4-1 (1)  | James Moontasri     | Decisão (unânime)                    | UFC on Fox: Holm vs. Shevchenko            | 23/07/2016 | 3     | 5:00  | Chicago, Illinois        | Luta no Meio-Médio                 |
| Derrota | 14-4-1 (1)  | Donald Cerrone      | Finalização (triângulo)              | UFC Fight Night: Cowboy vs. Cowboy         | 21/02/2016 | 1     | 2:33  | Pittsburgh, Pensilvânia  | Estreia no Meio-Médio              |
| Vitória | 14-3-1 (1)  | Piotr Hallmann      | Nocaute (soco)                       | UFC Fight Night: Belfort vs. Henderson III | 07/11/2015 | 3     | 0:54  | São Paulo                | Performance da Noite.              |
| Vitória | 13-3-1 (1)  | Joe Merritt         | Decisão (unânime)                    | UFC Fight Night: Machida vs. Romero        | 27/06/2015 | 3     | 5:00  | Hollywood, Flórida       |                                    |
| Vitória | 12-3-1 (1)  | K.J. Noons          | Finalização (mata leão)              | UFC Fight Night: Condit vs. Alves          | 30/05/2015 | 1     | 2:51  | Goiânia                  |                                    |
| Derrota | 11-3-1 (1)  | Gilbert Burns       | Finalização (chave de braço)         | UFC Fight Night: Maia vs. LaFlare          | 21/03/2015 | 3     | 4:14  | Rio de Janeiro           | Estreia no UFC; Luta no Peso-Leve. |
| Vitória | 11-2-1 (1)  | Joilton Santos      | Decisão (unânime)                    | Face to Face 10                            | 21/02/2015 | 3     | 5:00  | Itaboraí                 |                                    |
| Vitória | 10-2-1 (1)  | Douglas Aparecido   | Nocaute Técnico (socos)              | WOCS 38                                    | 18/10/2014 | 1     | 2:52  | Ubá                      | Peso Casado (163 lbs).             |
| Vitória | 9-2-1 (1)   | Ederson Moreira     | Finalização (mata leão)              | WOCS 36                                    | 18/07/2014 | 1     | 4:18  | Três Rios                | Peso Casado (165 lbs).             |
| NC      | 8-2-1 (1)   | Rogerio Matias      | Sem Resultado (mudado pelo promotor) | Coliseu Extreme Fight 10                   | 29/05/2014 | 1     | 5:00  | Maceió                   | Pelo Título Meio-Médio do CEF.     |
| Vitória | 8-2-1       | Fabio Lima          | Nocaute Técnico (socos)              | Bitetti Combat 19                          | 06/02/2014 | 1     | 4:26  | Manaus                   |                                    |
| Vitória | 7-2-1       | Welton Doidão       | Finalização (mata leão)              | Watch Out Combat Show 32                   | 13/12/2013 | 3     | 3:44  | Rio de Janeiro           | [ 11 ]                             |
| Vitória | 6-2-1       | Tiago Macedo        | Nocaute Técnico (socos)              | WOCS 27                                    | 02/08/2013 | 1     | 2:40  | Rio de Janeiro           |                                    |
| Empate  | 5-2-1       | Kennedy Andrade     | Empate                               | Luta contra o Crack                        | 23/06/2013 | 3     | 5:00  | Rio de Janeiro           |                                    |
| Vitória | 5-2         | Jone Garcia         | Nocaute Técnico (socos)              | Bitetti Combat 15                          | 11/05/2013 | 2     | 2:03  | Rio de Janeiro           |                                    |
| Derrota | 4-2         | Wendell Oliveira    | Decisão (unânime)                    | WOCS 25                                    | 12/04/2013 | 3     | 5:00  | Rio de Janeiro           |                                    |
| Vitória | 4-1         | Daniel Silva        | Nocaute Técnico (interrupção médica) | Juiz de Fora Fight                         | 06/10/2012 | 1     | N/A   | Juiz de Fora             |                                    |
| Vitória | 3-1         | Fabio Ohany         | Nocaute Técnico (socos)              | Viscosa MMA 2                              | 25/08/2012 | 1     | 1:43  | Viçosa                   |                                    |
| Vitória | 2-1         | Leandro Beinrothi   | Nocaute Técnico (joelhadas)          | Big Fights Champions                       | 30/06/2012 | 1     | 0:57  | Nova Serrana             |                                    |
| Derrota | 1-1         | Wallace Dantas      | Finalização (triângulo)              | ATS 1 - ATS Kombat 1                       | 26/05/2012 | 1     | 1:03  | Senador Firmino          | [ 11 ]                             |
| Vitória | 1-0         | Rodrigo Pitbull     | Nocaute (socos)                      | Ervalia Fight                              | 10/12/2011 | 1     | N/A   | Ervália                  |                                    |